# Guerres púbiques
Guerres púbiques (en anglès, Pubic Wars), joc de paraules a partir del nom de les històriques Guerres Púniques, és el nom irònic donat a la rivalitat entre les revistes eròtiques Playboy i Penthouse durant les dècades del 1960 i del 1970.
Cada revista s'esforçava a mostrar només una mica més que l'altra, sense arribar a ser del tot explícita. El terme guerres púbiques va ser encunyat per Hugh Hefner, fundador i propietari de la revista estatunidenca Playboy.

## Història
Als Estats Units d'Amèrica de les dècades del 1950 i del 1960 existia el consens general que les fotografies de nus no eren pornogràfiques, tret que mostressin el pèl púbic o els genitals. La fotografies tenien cura d'acostar-se a aquesta línia però no traspassar-la. En conseqüència, mostrar el pèl púbic estava de facto prohibit en les revistes eròtiques.
La revista Penthouse va néixer a Anglaterra el 1965 i va ser inicialment distribuïda en alguns països d'Europa Occidental. El setembre de 1969 va començar a ser comercialitzada als Estats Units, esdevenint una nova competidora a la fins llavors dominant Playboy. A causa de les actituds més liberals respecte dels nus que hi havia a Europa, Penthouse ja estava mostrant el pèl púbic quan va arribar als EUA. Segons va comentar el propietari de Penthouse, Bob Guccione: «Començarem a mostrar pèl púbic, fet que va suposar un gran avenç». Per conservar el seu segment de mercat, Playboy va seguir-li el joc en aquesta època arriscant-se a denúncies per obscenitat, donant inici a les guerres púbiques.

Playboy va començar a mostrar indicis de pèl púbic després el juny de 1970. A mesura que augmentava la competència entre ambdues revistes, les seves fotografies es van tornar cada cop més explícites. Això no obstant, Playboy, en realitat ja havia mostrat de manera subtil pèl púbic en el cas de la model Melodye Prentiss (Miss Juliol 1968), 15 anys després del llançament de la revista al desembre el 1953.
La norma de l'editor en aquells temps consistia en que el pèl púbic de les playmates aparegués enfosquit per algun element d'attrezzo o peça de roba. La primera ocasió en la qual va aparèixer pèl púbic va ser a Playboy el mes d'agost de 1969, en una sèrie fotogràfica de l'actriu afroamericana Paula Kelly. El gener de 1971, també va posar completament nua la model noruega Liv Lindeland. Tanmateix, la primera playmate a mostrar clarament pèl púbic en un nu frontal a les pàgines centrals (centerfold) va ser la model anglesa Marilyn Cole (Miss Gener 1972). Ambdues dones es van convertir en playmates de l'any, 1972 i 1973 respectivament. Amb tot, quan el pornògraf Larry Flynt va llençar la revista Hustler el 1974, aquesta va superar tant a Penthouse com a Playboy quant a explicitat en mostrar fotos evidents dels pubis femenins.
Amb el pas del temps, ambdues revistes es van moure en direccions oposades: Playboy es va posicionar com una revista de porno tou, com a alternativa per a ser «llegida pels seus articles», per la seva banda, Penthouse es va decantar cap a imatges més explícites de pornografia dura o inclús dones orinant a mitjan anys 1990. No obstant això, l'any 2004 Penthouse va virar cap a una línia més eròtica i menys pornogràfica.